# High Hopes (bài hát của Kodaline)
"High Hopes" là một bài hát của Kodaline, một nhóm nhạc alternative rock từ Dublin, Ireland. Bài hát được phát hành dưới dạng kỹ thuật số ngày 15 tháng 3 năm 2013, và là đĩa đơn chính từ album phòng thu đầu tiên của họ In a Perfect World (2013). Bài hát đạt vị trí số một trên Irish Singles Chart, và là bài hát thứ hai của nhóm đạt thành tích này, sau "Give Me a Minute" (2007), khi nhóm còn có tên là 21 Demands. Bài hát được sử dụng trong trailer của bộ phim Bồng bột tuổi dậy thì.

## Video âm nhạc
Một video âm nhạc của "High Hopes" được đăng tải lên YouTube ngày 23 tháng 1 năm 2013, dài bốn phút mười giây. Video có sự góp mặt của diễn viên Ireland Liam Cunningham và Niamh Large, và được đạo diễn bởi Stevie Russell, người cũng chịu trách nhiệm những video khác của Kodaline như "All I Want" và "Honest".

## Danh sách bài hát
| Tải về kỹ thuật số - EP | Tải về kỹ thuật số - EP                    | Tải về kỹ thuật số - EP |
| STT                     | Nhan đề                                    | Thời lượng              |
| ----------------------- | ------------------------------------------ | ----------------------- |
| 1.                      | "High Hopes"                               | 3:51                    |
| 2.                      | "The Answer"                               | 3:41                    |
| 3.                      | "All My Friends"                           | 5:26                    |
| 4.                      | "All I Want" (Everything Everything Remix) | 4:57                    |

## Bảng xếp hạng
Ngày 21 tháng 3 năm 2013, bài hát đứng hạng nhất Irish Singles Chart. Ngày 24 tháng 3 năm 2013, bài hát lọt vào UK Singles Chart ở hạng 16, và là đĩa đơn trong top 20 đầu tiên ở Anh của họ. Bài hát cũng đạt hạng 13 trên Scottish Singles Chart.
| Bảng xếp hạng (2013)          | Vị trí cao nhất |
| ----------------------------- | --------------- |
| Úc (ARIA)                     | 23              |
| Bỉ (Ultratip Flanders)        | 78              |
| Ireland (IRMA)                | 1               |
| Hà Lan (Single Top 100)       | 86              |
| Scotland (OCC)                | 13              |
| Thụy Sĩ (Schweizer Hitparade) | 38              |
| Anh Quốc (OCC)                | 16              |

| Bảng xếp hạng (2013)                 | Vị trí |
| ------------------------------------ | ------ |
| UK Singles (Official Charts Company) | 178    |

## Chứng nhận
| Quốc gia                                                                                              | Chứng nhận | Số đơn vị/doanh số chứng nhận |
| --- | ---------- | ----------------------------- |
| Úc (ARIA)                                                                                             | Gold       | 35.000^                       |
| Anh Quốc (BPI)                                                                                        | Gold       | 400.000‡                      |
| ^ Chứng nhận dựa theo doanh số nhập hàng. ‡ Chứng nhận dựa theo doanh số tiêu thụ và phát trực tuyến. |            |                               |

## Lịch phát hành
| Vùng           | Ngày                | Định dạng          | Hãng     |
| -------------- | ------------------- | ------------------ | -------- |
| Ireland        | 15 tháng 3 năm 2013 | Tải về kỹ thuật số | B-Unique |
| Vương quốc Anh | 15 tháng 3 năm 2013 | Tải về kỹ thuật số | B-Unique |